# Раден, Эдита Фёдоровна
Баронесса Эдита Фёдоровна Раден (31 декабря 1823 — 9 октября 1885) — фрейлина, камер-фрейлина двора, кавалерственная дама ордена Святой Екатерины (меньшого креста). Занималась женским высшим образованием и воспитанием. Корреспондентка философа Самарина и других деятелей науки, искусства и государственного управления.

## Биография
Принадлежала к старинному курляндскому роду Раденов. Дочь барона Фридриха Фердинанда фон Радена (1784—1857) от брака с баронессой Вильгельминой-Августой-Луизой фон Кейзерлинг (1791—1859). Была воспитана в протестантской вере. Получила многостороннее домашнее образование под руководством своего старшего брата; в совершенстве владела немецким, французским и русским языками. За свой замечательный дар читать вслух была взята ко двору к великой княгине Елене Павловне чтицей. В 1852 году была пожалована во фрейлины. Вскоре, заслужив полное доверие великой княгини, стала её ближайшей помощницей в общественной деятельности, а потом и её гофмейстериной. Фрейлина А. Ф. Тютчева писала о Раден:

Это совершенно исключительная натура, которая кажется не на месте в банальной и пошлой придворной среде. С необычно изящной манерой держать себя, с тоном и манерами в высшей степени благородными она соединяет исключительный ум, большое образование и, что важней всего остального, глубокое и искреннее религиозное и нравственное чувство. Она всегда производит на меня впечатление христианки первых веков, расцветшей, по недоразумению, в придворной среде. Она внушает мне желание стать лучше... Я люблю быть с ней, хотя хорошо сознаю, до какой степени она выше меня...
Великая княгиня Елена Павловна слыла известной сторонницей отмены крепостного права, а с воцарением Александра II (1855) и либеральных реформ. С конца 1840-х годов в своем салоне по четвергам она собирала избранное общество, где бывали многие деятели высшего русского общества. Эти собрания носили интимный характер. Для большей непринужденности в салоне баронесса Раден принимала как хозяйка, а великая княгиня появлялась как гостья. Там Эдита Фёдоровна имела возможность высказывать свои мысли и суждения по многим вопросам, которые при большом дворе не обсуждались. По словам Б. Н. Чечерина, «без баронессы Раден двор Елены Павловны  не мог бы быть тем, чем он был».
Более тридцати лет баронесса Раден занимала квартиру одного из флигелей Михайловского дворца, которую посещали Н. А. Милютин, князь Черкасский, Юрий Самарин; сюда приходили для живого обмена мыслей И. С. Аксаков, Ф. М. Дмитриев, Б. Н. Чичерин, К. Д. Кавелин; здесь просиживал вечера Тургенев, блистал саркастическим юмором и самыми разнородными званиями Эйхвальд, внимательно приглядывался и прислушивался к окружающему английский писатель и путешественник Макензи-Валлас. У неё бывали учёные, писатели, художники и государственные люди — Рубинштейн, князь Одоевский, Н. И. Пирогов, многим обязанный баронессе Раден в минуты тяжёлых испытаний, и многие другие. К. П. Победоносцев, хорошо знавший и великую княгиню Елену Павловну, и Эдиту Фёдоровну, писал:

 Благодаря совокупной деятельности этих двух женщин, Михайловский дворец сделался средоточием культурного общества в Петербурге, центром интеллектуального его развития, школою изящного вкуса и питомником талантов. Все замечательное и выдающееся в области государственной, в науке и в искусстве стекалось к этому центру — все находили здесь умственное возбуждение, оживление мысли и чувства… и главным двигателем оживления являлась Эдита Раден.
 Она была известна не только в Петербурге, но и за границей; частые и продолжительные поездки с великой княгиней по Европе сблизили её с первыми знаменитостями науки, искусства и политики. Она пользовалась уважением германского императора Вильгельма и князя Бисмарка, долгое время состояла в переписке с кардиналом Антонелли и находилась в приятельских отношениях с племянницей великой княгини Елены Павловны —   Елизаветой, румынской королевой и писательницей, известной под псевдонимом «Кармен Сильва».

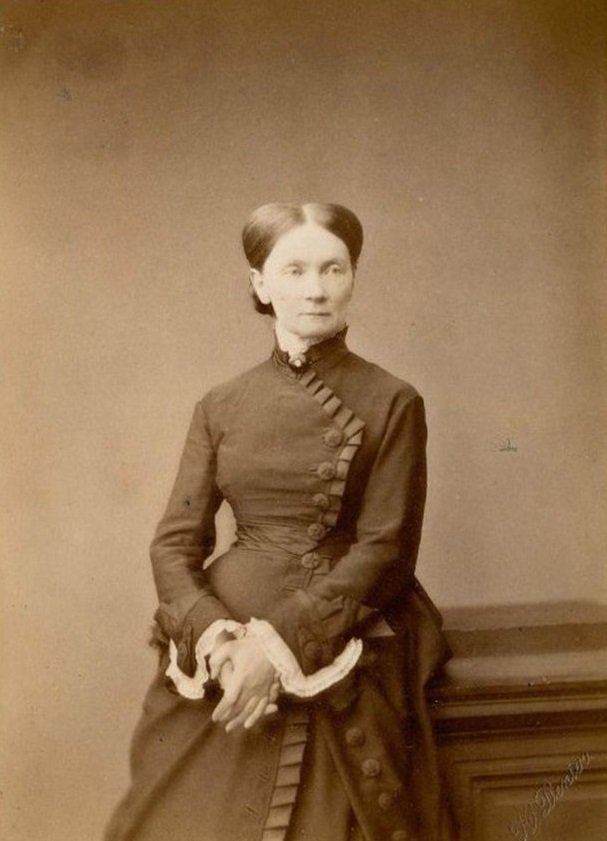
Эдита Федоровна Раден

Во время Крымской войны (1854—1856) по мысли великой княгини Елены Павловны и при деятельном участии баронессы Раден была учреждена Крестовоздвиженская община сестёр милосердия (первое в России филантропическое учреждение такого рода), и отряды сестёр отправлены в Севастополь для ухода за ранеными.
Не имея личных средств, баронесса Pаден умела, пользуясь общим уважением и сочувствием, привлекать к крупным пожертвованиям на добрые дела богатых людей, причём вносила свою долю личного труда. Когда она устроила при Медико-хирургической академии дешёвую столовую для студентов, то так предалась этому делу, что сама дежурила в столовой. По утрам она принимала у себя иногда совершенно незнакомых людей, приходивших к ней за помощью и за поддержкой, и никого не отпускала без доброго совета или без слова ободрения. К этому времени относится приближение баронессы Раден к императрице Марии Александровне, которая оказывала ей полное доверие.
Болезнь и смерть великой княгини Елены Павловны в 1873 году были тяжким ударом для Эдиты Раден. Великая княгиня Екатерина Михайловна, назначила ей полную пенсию и оставила её, как и прежде, жить во дворце, а императрица Мария Александровна сделала камер-фрейлиной своего Двора. После смерти великой княгини баронесса Раден старалась сохранить в основанных ей общеполезных, санитарных и воспитательных учреждениях тот дух, которому они были обязаны своими существованием. Так, например, она приняла участие в организации и развитии Елисаветинской детской больницы и Еленинского женского училища, где она была постоянной попечительницей. Работала по осуществлению замысла великой княгини о создании высшего учебно-медицинского института для дополнительного образования уже окончивших курс врачей (позже был назван Еленинским клиническим институтом и стал первым в России институтом усовершенствования врачей). Назначенная в 1875 году членом совета учреждений великой княгини Елены Павловны, Раден охраняла сам совет от бюрократического формализма.
Во время войны 1877—1878 годов занималась организацией санитарных отрядов и разнообразных работ для помощи раненым, привлекала в рукодельные и в склады Красного Креста людей высшего петербургского общества, распоряжалась отправкой вещей и припасов для раненых. Она собственноручно написала отчет общества Красного Креста за время войны. В 1880 году баронесса Раден была пожалована в камер-фрейлины императрицы Марии Фёдоровны. После смерти принца П. Г. Ольденбургского (1881) ей был поручен надзор за организацией высшего женского воспитания. Новая деятельность отнимала много силы, но была слишком кратковременной, чтобы дать прочные и систематические результаты. В 1883 году за своё руководство петербургскими учреждениями баронесса Раден была пожалована в кавалерственные дамы ордена св. Екатерины.
Усердно работая в благотворительных учреждениях, баронесса Раден испытывала постоянное противоречие со стороны их управляющего К. К Грота. Эти заботы, а также постоянные тревоги за сестру, находившуюся в крайне стесненных обстоятельствах, сильно повлияли на её характер. По словам современницы, в конце 1884 года баронесса Раден выглядела усталой и печальной, её подавленное состояние усилилось, когда оказалось, что она больна раком. Врачи настояли на операции, которая прошла успешно. Весной баронесса Раден смогла выехать за границу, но когда осенью она вернулась в Петербург, то снова заболела. Ей сделали еще одну операцию, но она только ускорила конец. Скончалась 9 октября 1885 года и была похоронена на Свято-Троицком кладбище в Петергофе.

## Творчество
Из обширной переписки баронессы Раден, разнообразной по содержанию и языкам, переписка с Ю. Ф. Самариным привлекла особое внимание и была издана в Москве посмертно (1893). Она включала их старый спор о значении особенностей общественного строя Прибалтийского края по отношению к правам русской государственности. Труд Самарина, напечатанный им за границей под заглавием «Окраины России» (5 вып., Берлин, 1868-76) показался ей «собранием негодных аргументов, смелых гипотез и даже клевет». В её письмах прозвучала нота разрыва; но когда она узнала о стеснительно-карательных мероприятиях против книги и её автора, она поспешила написать ему: «я не отрекусь от вас в часы вашей печали и испытаний; вы можете рассчитывать на мою дружбу» — и оставалась верной обещанию все восемь лет до кончины Самарина (1876).
Переписка с Самариным издана отдельной книгой в Москве (1893), а переписка с Кавелиным помещена в «Русской мысли» (1899—1900).
Желая познакомить немцев с учением православной церкви, которую она почитала, Эдита Фёдоровна перевела на немецкий язык предисловие Самарина к сочинениям Хомякова и статью Хомякова о единой церкви.